# The Miscellany News
The Miscellany News è la rivista studentesca del Vassar College dal 1866, ed è uno dei più antichi settimanali universitari degli Stati Uniti d'America. La rivista viene distribuita ogni giovedì mattina durante l'anno accademico nelle varie sedi del campus del Vassar College, compresi i dormitori, i ristoranti, le strutture sportive e le aree comuni; nonché fuori dal campus nella città di Poughkeepsie. Il settimanale accetta contributi da parte di tutti i membri della comunità universitaria (studenti, amministratori, docenti, personale, alumni e fiduciari), e possiede uno staff regolare di circa 45 studenti tra redattori, reporter, fotoreporter, corrispondenti multimediali e designer. Oltre alla versione cartacea, lo staff pubblica quotidianamente articoli, video e saggi fotografici sul proprio sito web e sul loro blog.

## Storia
The Miscellany News fu pubblicata per la prima volta sotto il nome di Vassariana il 27 giugno 1866. L'edizione, lunga quattro pagine, doveva essere una retrospettiva del primo anno del College più un annuario su cosa la rivista studentesca sarebbe diventata. "Ora posiamo la penna editoriale", si legge nella conclusione del primo editoriale, "sperando che verrà ripresa da coloro che porteranno avanti il lavoro che abbiamo iniziato; chi, nonostante le fondamenta siano come una pietra grezza, costruirà sopra con marmo levigato, e chi manterrà la Vassariana nelle prime file delle riviste universitarie sulla terra".
La rivista divenne effettivamente la pubblicazione che i redattori avevano sperato. Nel 1872 la rivista fu ribattezzata Vassar Miscellany, perché originariamente doveva essere un misto di relazioni, saggi e poesie. La rivista, nei suoi primi anni, pubblicò principalmente gli ultimi due generi; negli anni 1890 (con ulteriori finanziamenti per le organizzazioni studentesche dal nuovo presidente del college James Monroe Taylor) il Miscellany focalizzò la propria attenzione verso il giornalismo. La rivista completò questa transizione il 6 febbraio 1914, con la pubblicazione storica del suo primo numero come settimanale.
La storia dei primi 150 anni della rivista è riportata nel libro Covering the Campus: A History of the Miscellany News at Vassar College, scritto da Brian Farkas, un membro della classe 2010 e redattore capo del 142° volume. Il libro inizia con una prefazione di Catharine Bond Hill, decimo presidente del Vassar College.

## Il moderno Miscellany

### Panoramica
The Miscellany News continua nella tradizione iniziata dai redattori nel 1914, pubblicando ogni giovedì mattina dell'anno accademico del Vassar College. La rivista solitamente ha una lunghezza di 20 pagine, ed è composta da cinque sezioni: Notizie, Caratteristiche, Opinioni, Arte e Sport. Il periodico contiene pezzi innovativi, i quali sono presentati professionalmente, su questioni che interessano l'interno l'esterno del campus. Lo staff della rivista è composto interamente da studenti del Vassar College. Circa 40 studenti universitari contribuiscono a ciascun numero del Miscellany. I membri del comitato editoriale lavorano a stretto contatto con la rivista sviluppando idee per le storie, assegnando articoli e contribuendo a modellare il prodotto finito. Il redattore capo e il suo comitato esecutivo, oltre a dirigere le operazioni quotidiane della rivista, lavorano per guidare la direzione dell'organizzazione delle notizie.

### Online
Due anni dopo aver ricevuto il suo primo indirizzo e-mail, The Miscellany News è andata online nel 1996. Oggi, dopo aver registrato il proprio dominio indipendente dal sito web del Vassar College nell'estate 2008, il Miscellany aggiorna il suo sito ogni giorno con articoli online, saggi fotografici e video. Nell'autunno del 2009, la rivista ha annunciato il lancio di cinque blog con l'obbiettivo di integrare il normale contenuto pubblicato online e in stampa. Mentre la pubblicazione cartacea ha una tiratura regolare di 1 000 copie, il sito web riceve oltre 14.000 visite ogni settimana.

## Redattori attuali
- Direttori: Emma Jones e Elena Schultz
- Redattore Senior: Talya Phelps
- Redattori Contribuenti: Eilís Donohue e Rhys Johnson
- Redattore sezione Notizie: Laurel Hennen Vigil
- Assistente sezione Notizie: Clark Xu
- Redattore sezione Caratteristiche:
- Assistenti sezione Caratteristiche: Imogen Wade e Andrea Yang
- Redattori sezione Umorismo e Satira: Leah Cates e Yesenia Garcia
- Redattore sezione Arte: Sasha Gopalakrishnan
- Assistenti sezione Arte: Izzy Braham e Matt Stein
- Redattore sezione Sport: Mack Liederman
- Redattore di Foto: Sumiko Neary
- Redattore del Design: Yoav Yaron
- Assistente del Design: Rose Parker
- Redattore di Copia: Tanya Kotru Gode
- Assistenti di Copia: Claire Baker e Jessica Moss
- Redattore sezione Online:
- Assistenti sezione Online: Kayla Holliday, Jackson Ingram e Abby Lass
- Redattore di Parole crociate: Ben Costa
- Redattore Opinionista:
- Assistente per i Social Media: Hannah Nice

## Alumni celebri
- Edna St. Vincent Millay '17, poetessa e drammaturga americana, prima donna a ricevere il premio Pulitzer per la poesia
- Elizabeth Bishop '33, poetessa e scrittrice americana, fu la poeta laureata degli Stati Uniti dal 1949 al 1950 e vincitrice di un premio Pulitzer nel 1956
- Mary Therese McCarthy '33, autrice e critica americana, nonché attivista politica
- Elizabeth Sporkin '78, direttrice esecutiva di People Magazine
- Rick Lazio '80, ex rappresentante degli Stati Uniti dello stato di New York, ex candidato repubblicano per il senato degli Stati Uniti e candidato a governatore di New York
- Matthew Kauffman '83, finalista del premio Pulitzer per il suo lavoro presso The Hartford Courant
- Neil Strauss '91, autore e giornalista americano, meglio conosciuto per il suo lavoro più venduto The Game: la bibbia dell'artista del rimorchio
- David Gallagher '92, vice redattore di tecnologia al The New York Times
- Alexandra Berzon '01, vincitrice del premio Pulitzer per il suo lavoro svolto al Las Vegas Sun, attualmente lavora presso il The Wall Street Journal